# Municipio de Bingham (Pensilvania)
El municipio de Bingham (en inglés: Bingham Township) es un municipio ubicado en el condado de Potter en el estado estadounidense de Pensilvania. En el año 2000 tenía una población de 687 habitantes y una densidad poblacional de 7 personas por km².

## Geografía
El municipio de Bingham se encuentra ubicado en las coordenadas 41°57′00″N 77°44′29″O / 41.95000, -77.74139.

## Demografía
Según la Oficina del Censo en 2000 los ingresos medios por hogar en la localidad eran de $38,281 y los ingresos medios por familia eran $39,375. Los hombres tenían unos ingresos medios de $26,771 frente a los $16,964 para las mujeres. La renta per cápita para la localidad era de $13,441. Alrededor del 14,1% de la población estaban por debajo del umbral de pobreza.